# Poder das Mulheres

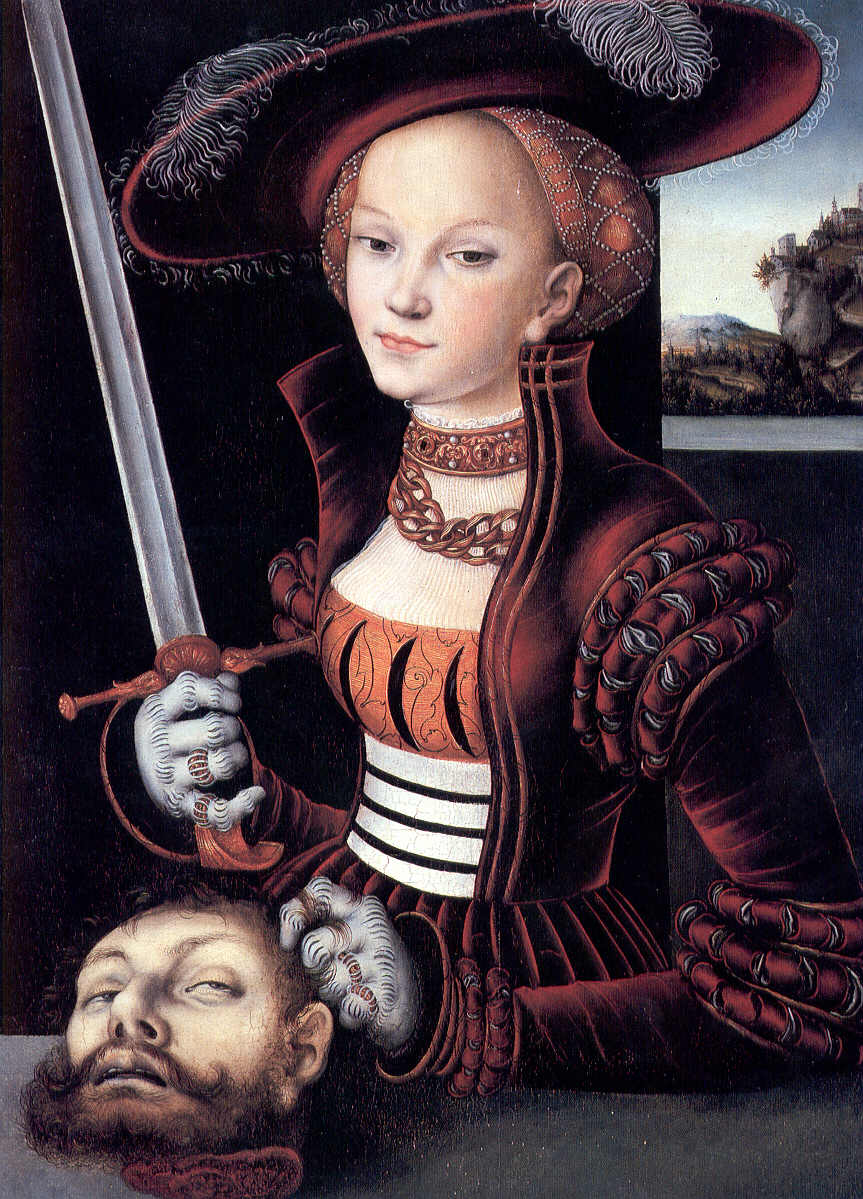
Judite com a Cabeça de Holofernes por Lucas Cranach, o Velho, 1530

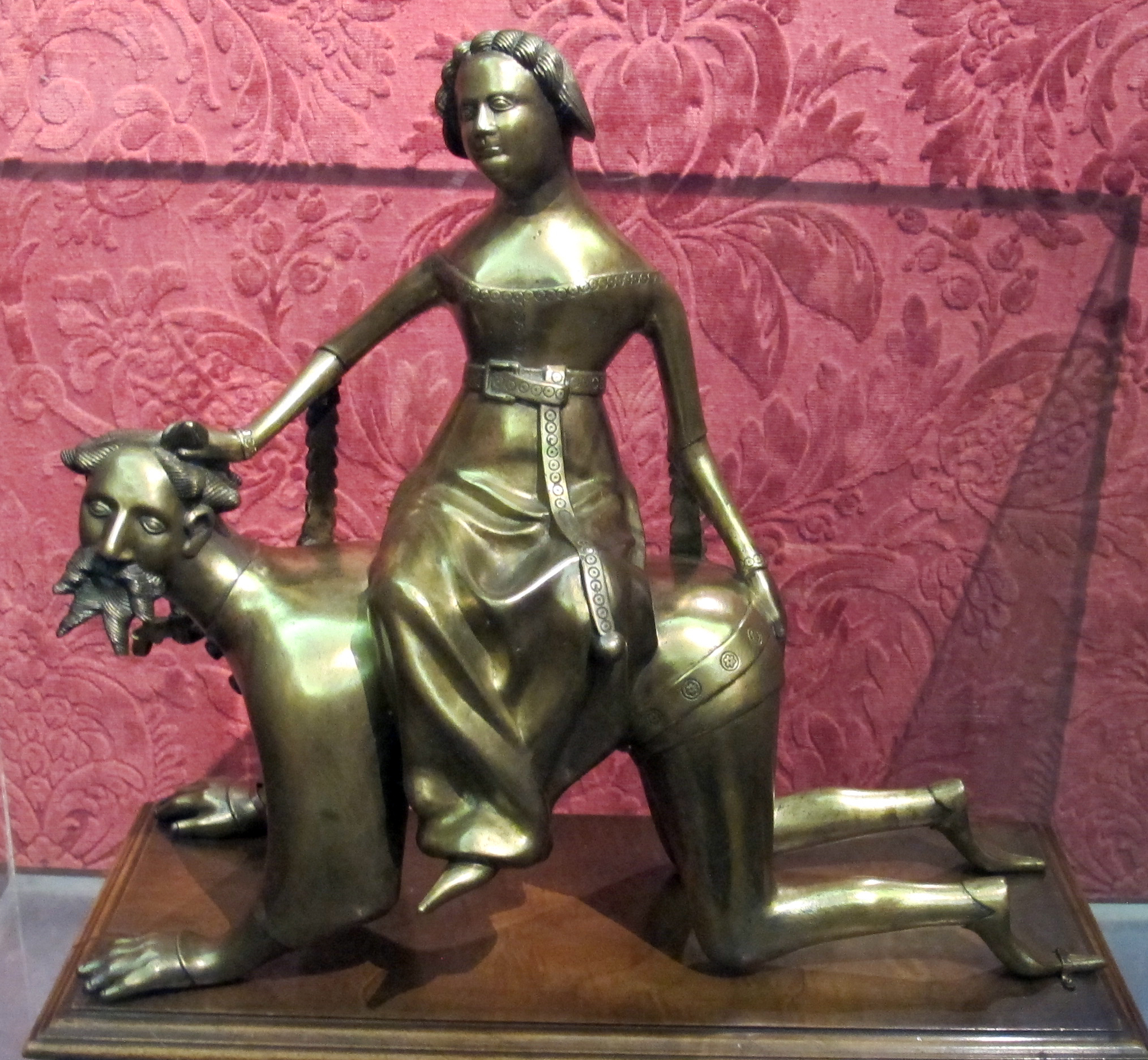
Aquamanil do século 15 com Fílis montando Aristóteles

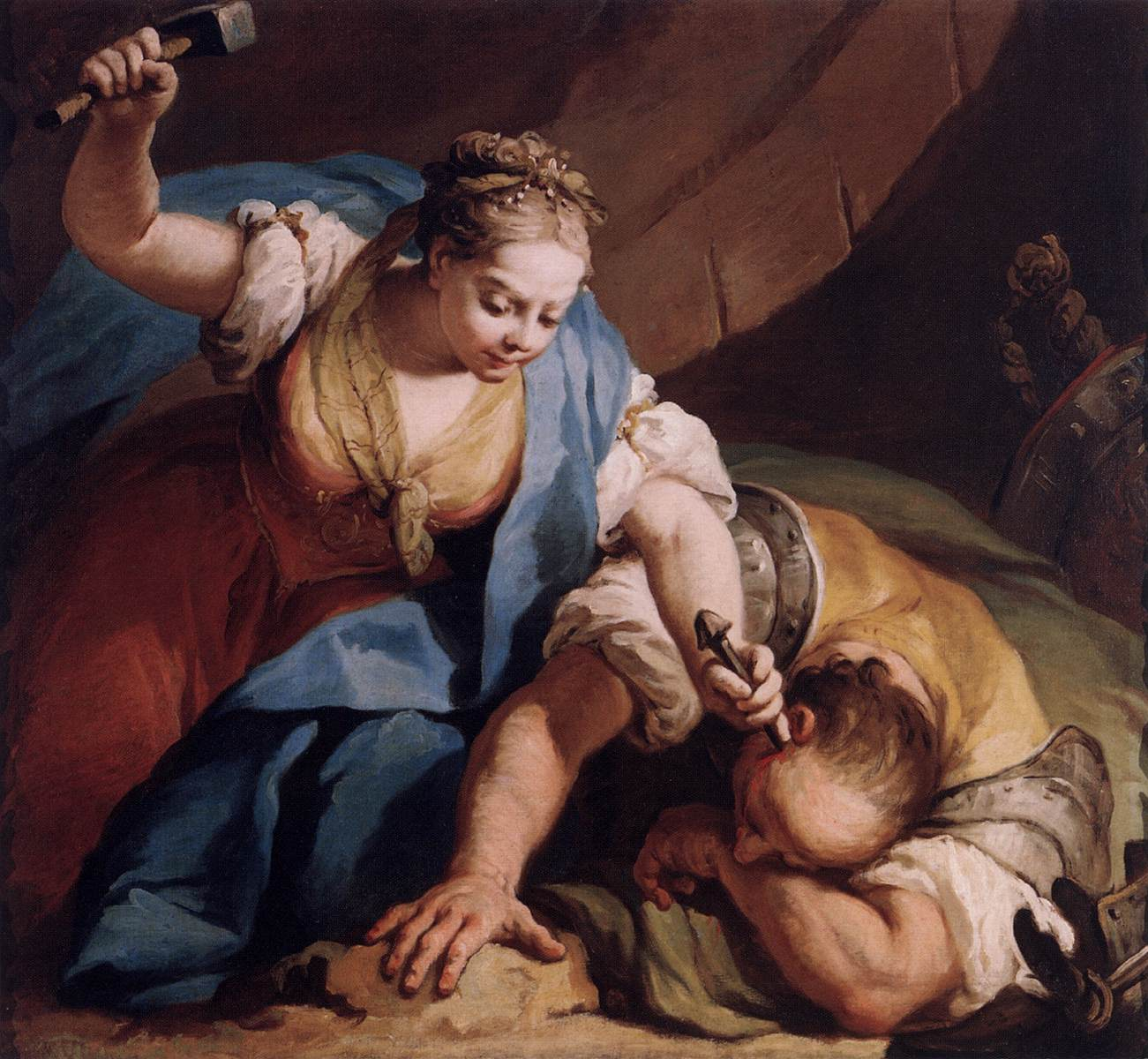
Jacopo Amigoni, Jael e Sísera, 1739

O "Poder das Mulheres" ( Weibermacht em alemão) é um topos artístico e literário medieval e renascentista, mostrando "homens heróicos ou sábios dominados por mulheres", apresentando "uma inversão admonitória e muitas vezes humorística da hierarquia sexual dominada pelos homens". Foi definido por Susan L. Smith como "a prática representacional de reunir pelo menos duas, mas geralmente mais, figuras conhecidas da Bíblia, história antiga ou romance para exemplificar um conjunto de temas inter-relacionados que incluem as artimanhas das mulheres, o poder do amor e as provações do casamento". Smith argumenta que o topos não é simplesmente uma "manifestação direta do antifeminismo medieval"; em vez disso, é "um local de competição através do qual ideias conflitantes sobre papéis de gênero podem ser expressas".
Smith argumenta que o topos se origina na literatura clássica e o encontra em textos medievais como Aucassin et Nicolette, A Consolação da Filosofia, Romance da Rosa e Os Contos de Cantuária. O topos foi atacado por Christine de Pizan por volta de 1400, que argumentou que se as mulheres escrevessem esses relatos suas interpretações seriam diferentes das dos homens.
Nas artes visuais, as imagens são encontradas em diversos suportes, principalmente a partir do século XIV, tornando-se cada vez mais populares no século XV. Até então, os temas recorrentes incluem Judite decapitando Holofernes, Fílis montando Aristóteles, Sansão e Dalila, Salomé e sua mãe Herodias, Jael matando Sísera, Bate-Seba banhando-se à vista de Davi, a idolatria de Salomão, Virgílio em sua cesta, assim como muitas outras representações de bruxas e imagens de gênero de esposas dominando seus maridos. O último grupo passou a ser chamado de batalha pelas calças . A esposa de José e Potifar e Ló e suas filhas se juntaram um pouco tarde ao grupo, mas cada vez mais populares mais tarde. Tômiris, a rainha cita que derrotou Ciro, o Grande e abusou de seu cadáver, foi pintada por Rubens e vários italianos.
Essas cenas, mostradas principalmente em composições consistentes envolvendo apenas duas pessoas e ações visualmente distintas, eram facilmente reconhecíveis e parecem também ter sido representadas dramaticamente em entretenimentos de vários tipos, seja como cenas curtas ou tableaux vivants . Não está claro quem primeiro cunhou o termo Weibermacht, mas evidentemente tornou-se corrente no século XVI no Renascimento nórdico na Alemanha e nos Países Baixos.

## Artes visuais
Nas primeiras imagens do período gótico, temas de gênero ou "clássicos", como Fílis montando Aristóteles e Virgílio em sua cesta, na verdade, ambos acréscimos lendários medievais, eram mais populares do que os temas bíblicos predominantes mais tarde. Muitas vezes aparecem nas mesmas peças que o Assalto ao Castelo do Amor, como em um caixão em Baltimore . Este e outros temas semelhantes de amor cortês sobrevivem principalmente em objetos de marfim para uso feminino, como caixões ou estojos de espelho. Mostra senhoras defendendo um castelo contra homens, geralmente sem sucesso. Essas imagens são essencialmente fantasia romântica despreocupada com tratamento cômico; tais cenas às vezes eram encenadas como alívio leve em torneios .
O tema  do Poder das Mulheres é especialmente popular na arte do Renascimento do Norte do século XVI, que retrata "imagens extraídas de fontes históricas, mitológicas e bíblicas que ilustram o poder das mulheres sobre os homens, especificamente como resultado de sua atratividade sexual". Várias das histórias envolvem a morte do homem, e isso e seu contexto religioso efetivamente removem muito do potencial cômico do grupo, mas de forma alguma as possibilidades eróticas exploradas por muitos artistas.
A questão das atitudes mostradas em relação à violência pelas mulheres em causa da virtude é talvez melhor vista na figura de Jael, cuja morte de Sísera ao martelar uma estaca em sua cabeça cria uma imagem especialmente gráfica. De acordo com algumas críticas feministas, as representações dela se tornaram hostis no Renascimento e, como Judite, ela certamente é agrupada com figuras "más" como Herodias e Dalila. No entanto, ela foi incluída, com Judite e Ester, como uma das "Drei Gut Judin" ("Três Boas Judias") de Hans Burgkmair, em seus Dezoito da Fama, acrescentando nove mulheres aos tradicionais Nove da Fama masculinos.

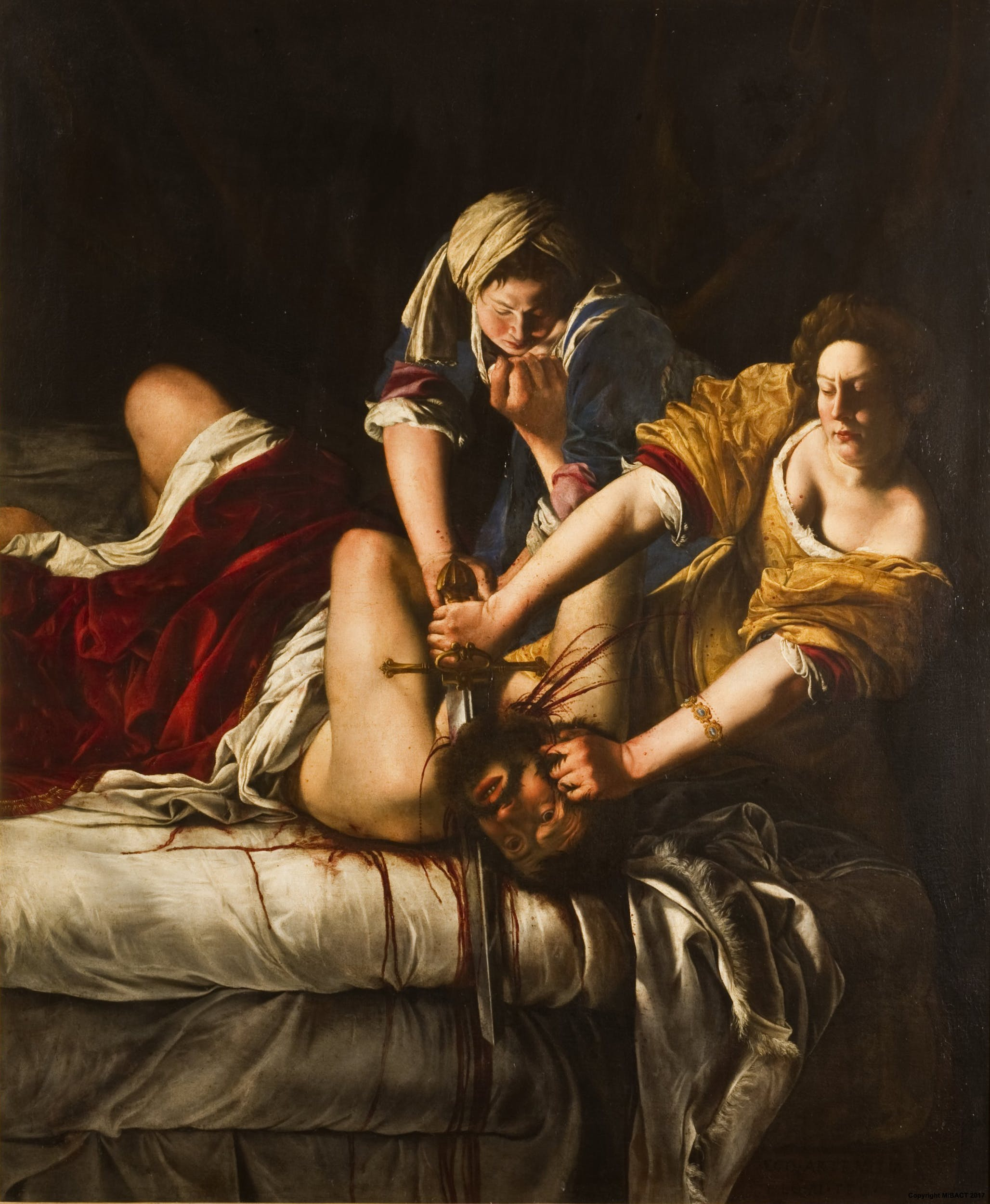
Artemisia Gentileschi, Judith decapitando Holofernes, versão em Florença, 1621

Os temas do Poder das Mulheres são vistos na pintura e em outras mídias, mas as gravuras eram seu lar especial. Lucas van Leyden fez dois conjuntos de xilogravuras conhecidos como The Large and Small Power of Women . Os temas apresentados incluem Adão e Eva, Sansão e Dalila, Rei Salomão, Herodes e Herodias, Jael e Sísera e, menos comumente, Jezabel e o rei Acabe . As xilogravuras têm composições um tanto estáticas, e foi sugerido que elas se baseiam em tableaux vivants das cenas. Outro conjunto de Hans Burgkmair (1519) é conhecido como Liebestorheiten ou Follies of Love . Ao mesmo tempo, também havia um interesse, muitas vezes entre os mesmos artistas, por mulheres de ambientes semelhantes que eram impotentes, ou apenas capazes de escapar de suas situações por suicídio, como Susana, Dido de Cartago, Lucrécia e Virgínia . A história de Ester estava em algum lugar entre esses dois extremos.
Os Pequenos Mestres estavam entre os artistas muito interessados em ambos os grupos. O tratamento de ambos os grupos, especialmente nas gravuras, era muitas vezes francamente erótico, e esses grupos tomavam seu lugar ao lado de santas e amantes tanto mitológicos quanto realistas nos tratamentos comuns das mulheres na arte. O interesse por tais temas se espalhou para a Itália, afetando primeiro Veneza, e os temas tornaram-se comuns na pintura italiana do final do Renascimento, e ainda mais durante o Barroco, talvez culminando no trabalho de Artemisia Gentileschi, que pintou quase todos os temas bíblicos do Poder das Mulheres., a maioria mais de uma vez. Embora se suponha que sua escolha de temas seja motivada por sua vida difícil, a obra mais conhecida de Cristofano Allori, Judite com a Cabeça de Holofernes, usa como modelo sua ex-amante para Judite, com sua mãe como empregada doméstica, e um autorretrato para a cabeça de Holofernes .
Na pintura do norte europeu, os Cranachs foram os primeiros artistas a pintar os temas com frequência. Em 1513, Lucas Cranach, o Velho, decorou o leito nupcial de João, Eleitor da Saxônia, com um conjunto de cenas, incluindo A Idolatria de Salomão, Hércules e Ônfale (ver abaixo) e o Julgamento de Páris . Os respectivos filhos do patrono e artista, João Frederico I, Eleitor da Saxônia e Lucas Cranach, o Jovem, geraram outro conjunto de pinturas, agora na Gemäldegalerie Alte Meister . Foi levantada a possibilidade de que algumas das muitas Judites da oficina de Cranach sejam retratos de damas da corte saxã; algumas outras pinturas de Jael certamente são retratos.

### Temas e contexto

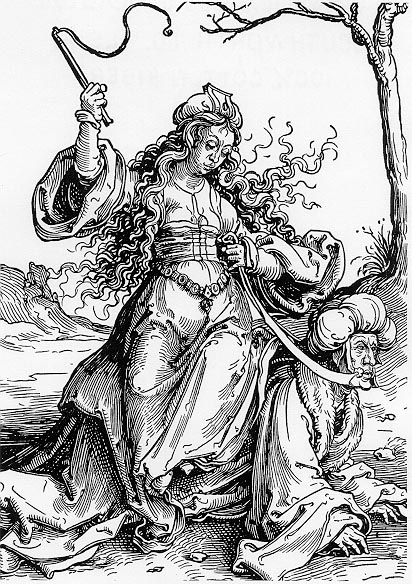
Fílis Montando Aristóteles, Lucas van Leyden

Vários desses assuntos contêm um elemento em parte cômico de inversão de papéis em uma sociedade essencialmente patriarcal, acima de tudo a "imagem por excelência do topos do Poder das Mulheres, Fílis Montando Aristóteles ". A história de Fílis e Aristóteles data do início do século 13 (quando o Lai d'Aristote foi escrito) e tornou-se tema de poemas populares, peças de teatro e sermões moralizantes. O tema foi analisado pela primeira vez por Natalie Zemon Davis em 1975, que concluiu que as "funções gerais" dessas reversões eram que "forneciam uma expressão e uma saída para os conflitos sobre autoridade dentro do sistema; e também proporcionou ocasiões pelas quais a corrente autoritária na família, na oficina e na vida política poderia ser moderada pelo riso da desordem e do jogo paradoxal. Assim, eles serviram para reforçar a estrutura hierárquica".
O temade inversão de papéis de Hércules e Ônfale não se encaixava no tropo principal do Poder das Mulheres, já que o período de Hercules servindo Ônfale não foi causado pela interação entre eles, e eles se casaram mais tarde. Tornou-se popular a partir do século 16, e a família Cranach pintou muitas versões mostrando Ônfale e suas criadas vestindo Hércules em trajes femininos.
Fílis Montando Aristóteles  foi pintado nas paredes de várias prefeituras alemãs, embora o projeto que Albrecht Dürer fez para Nuremberg, como parte de um ciclo do Poder das Mulheres, nunca tenha sido realizado. Alguns conjuntos de gravuras têm bordas ornamentais que sugerem que foram feitas para serem coladas nas paredes, como muitas gravuras maiores. Embora muitas das gravuras menores provavelmente tenham sido vistas principalmente por colecionadores do sexo masculino e seus amigos, essas pinturas e gravuras montadas na parede "devem ter a intenção de entreter ou divertir homens e mulheres". Algumas das gravuras florentinas de Otto, essencialmente destinadas ao público feminino, mostram mulheres triunfando sobre os homens, embora a maioria mostre cenas pacíficas de amantes.
Outras gravuras grandes destinadas a paredes, onde os temas do Poder das Mulheres são especialmente comuns, adotam um tipo de composição diferente das gravuras pequenas com poucas figuras, mostrando cenas panorâmicas grandes e bem povoadas onde as figuras-chave podem ser difíceis de distinguir. A história de Davi e Bate-Seba ou Salomé se passa em meio a amplas paisagens urbanas, e Judite mata Holofernes em um canto de uma enorme cena de batalha em frente a uma cidade murada.
A associação da feitiçaria específica e quase exclusivamente com as mulheres foi uma novidade do final do século XV, da qual o livro Malleus Maleficarum (1486) continua sendo um emblema, embora seu significado tenha sido questionado. A interpretação das muitas imagens de bruxas tem sido objeto de considerável interesse acadêmico nas últimas décadas, e muitas interpretações diferentes foram apresentadas. Além de dar margem à fantasia imaginativa, um elemento erótico é claro, sobretudo na obra de Hans Baldung Grien, o artista mais associado ao tema. A seriedade com que o artista ou seu público encaravam a realidade da feitiçaria foi questionada; até certo ponto, esses parecem ter sido os filmes de terror de sua época. A Bruxa de Endor era um tema anteriormente obscuro que permitia a combinação de interesse bíblico e feitiçaria.

## Galeria

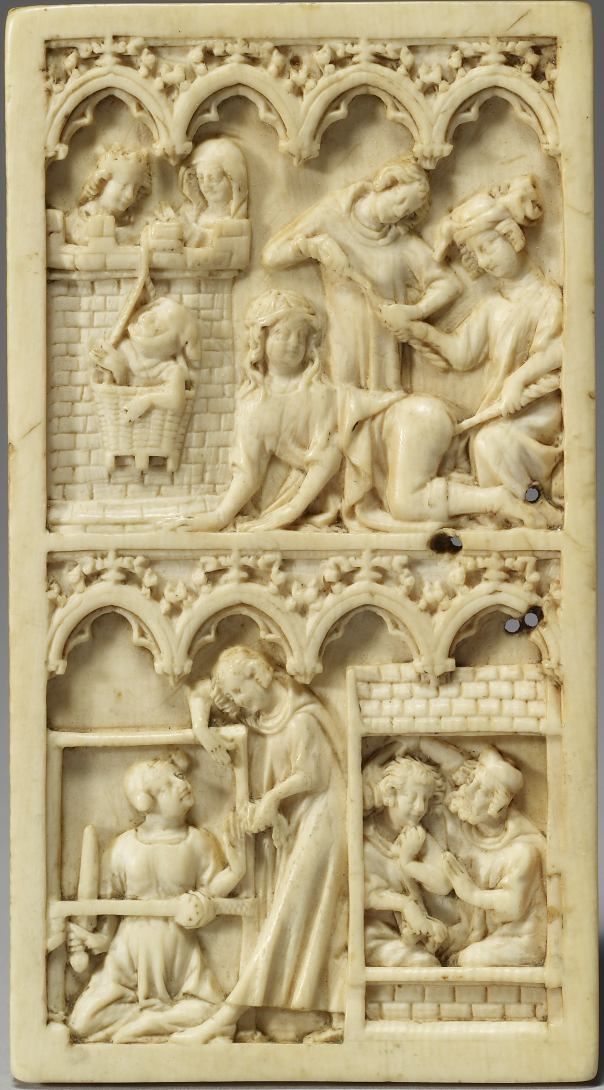
Capa de tabuleta de escrita em marfim gótico francês com Fílis seduzindo Aristóteles e Virgílio em sua cesta, 1340–60
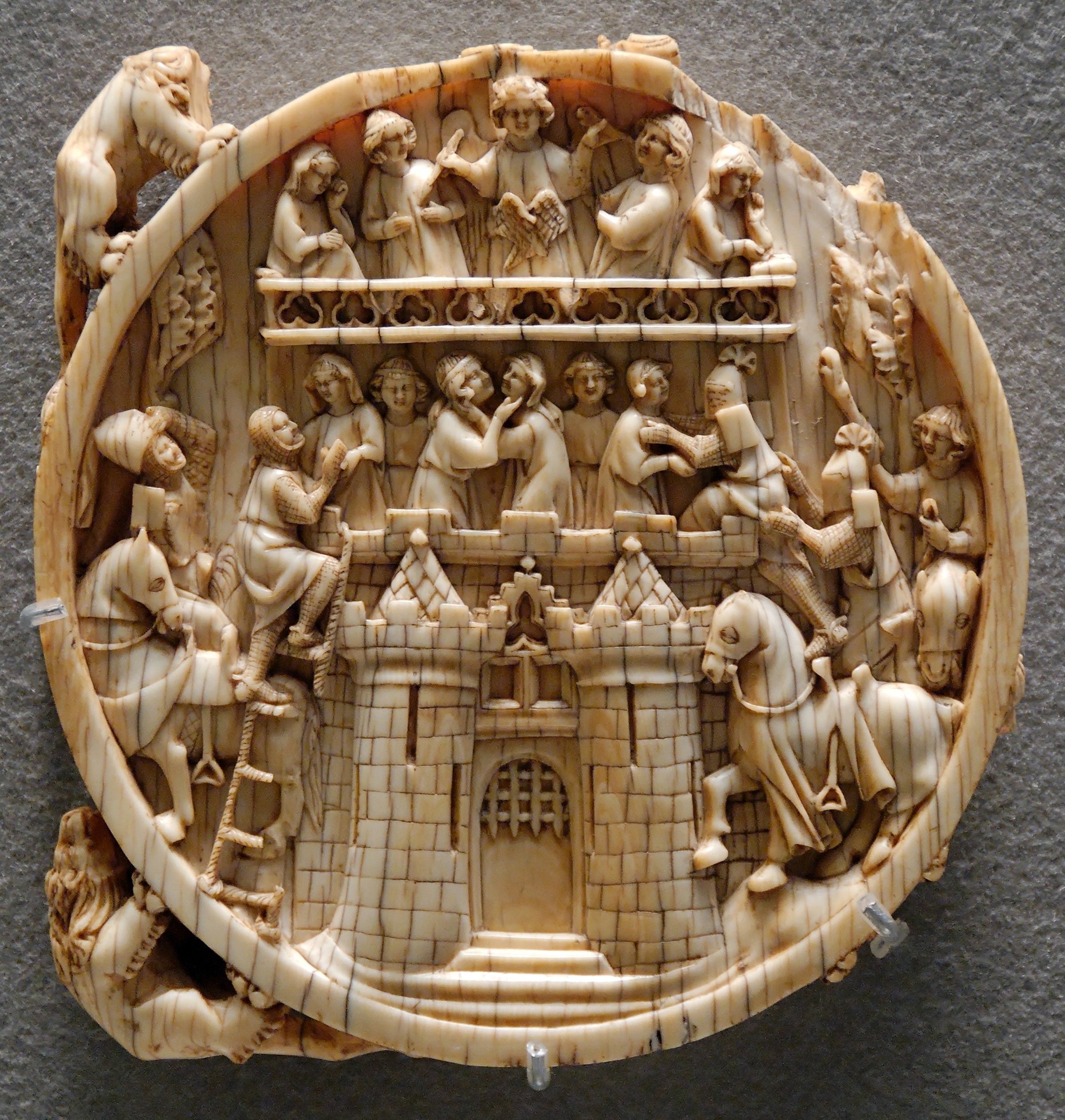
Assalto ao Castelo do Amor, caixa espelhada de marfim, 1340–60, França
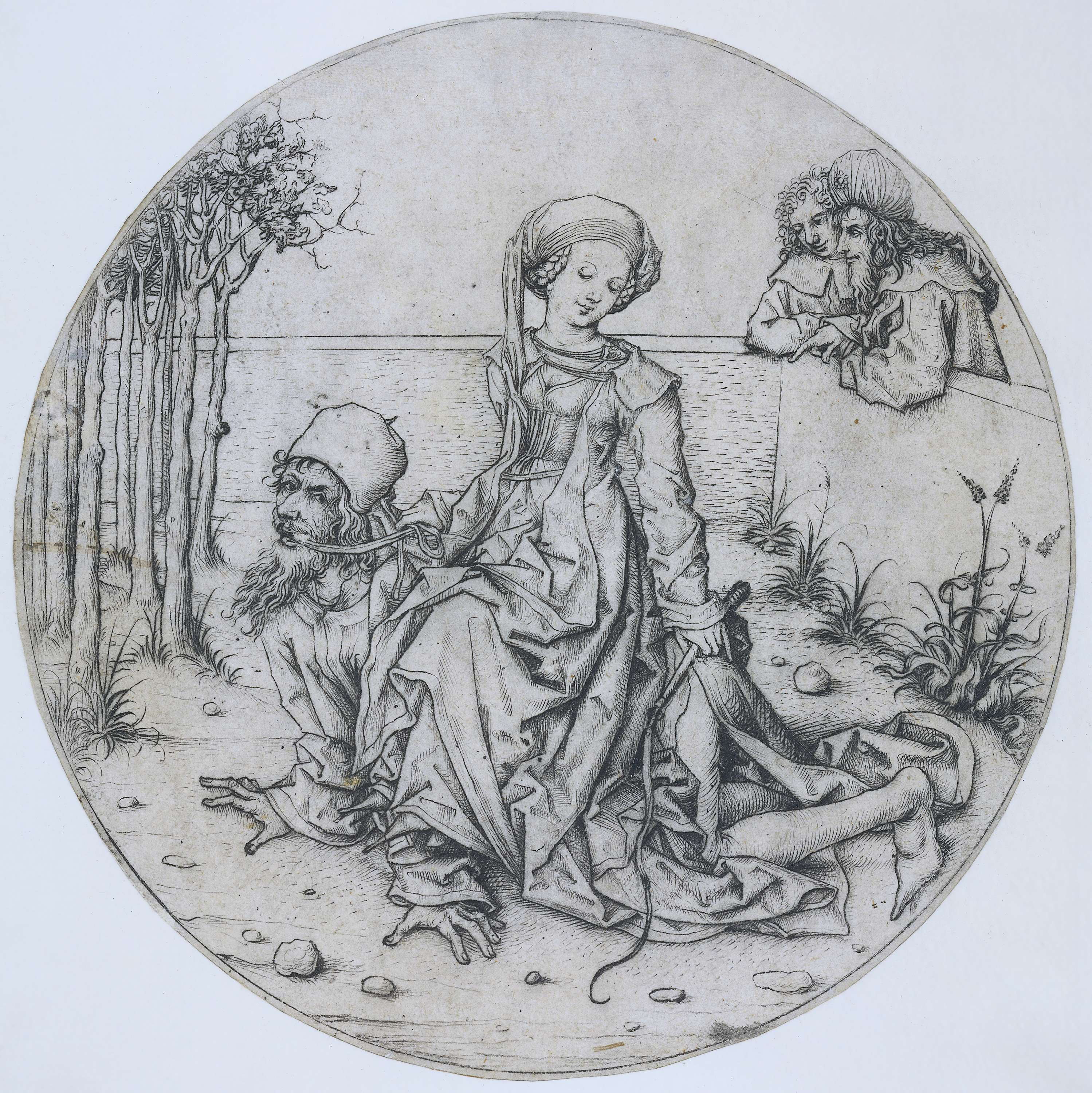
Mestre de Housebook, Aristóteles e Fílis, gravura do século XV
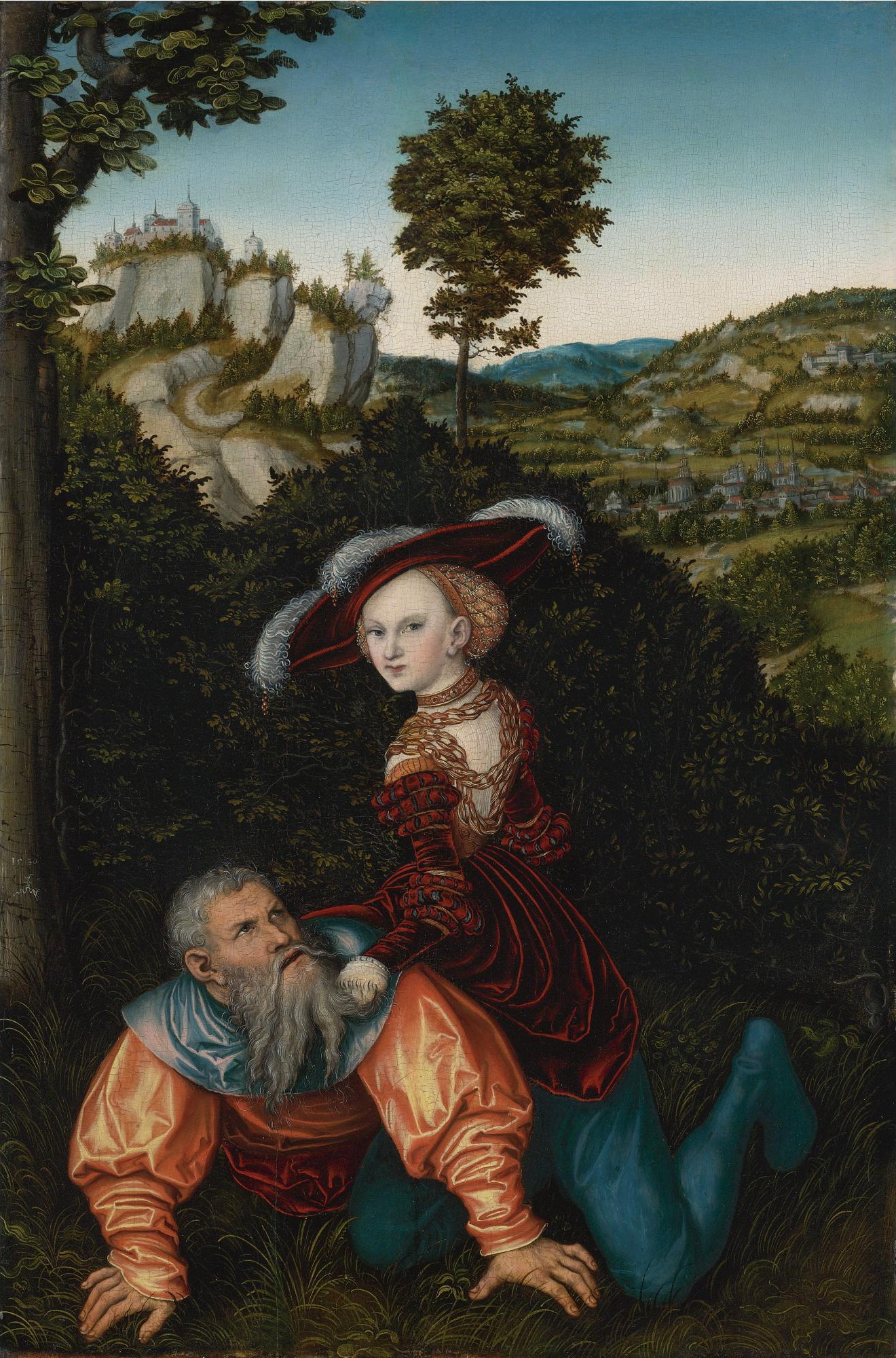
Fílis e Aristóteles por Lucas Cranach, o Velho, 1530
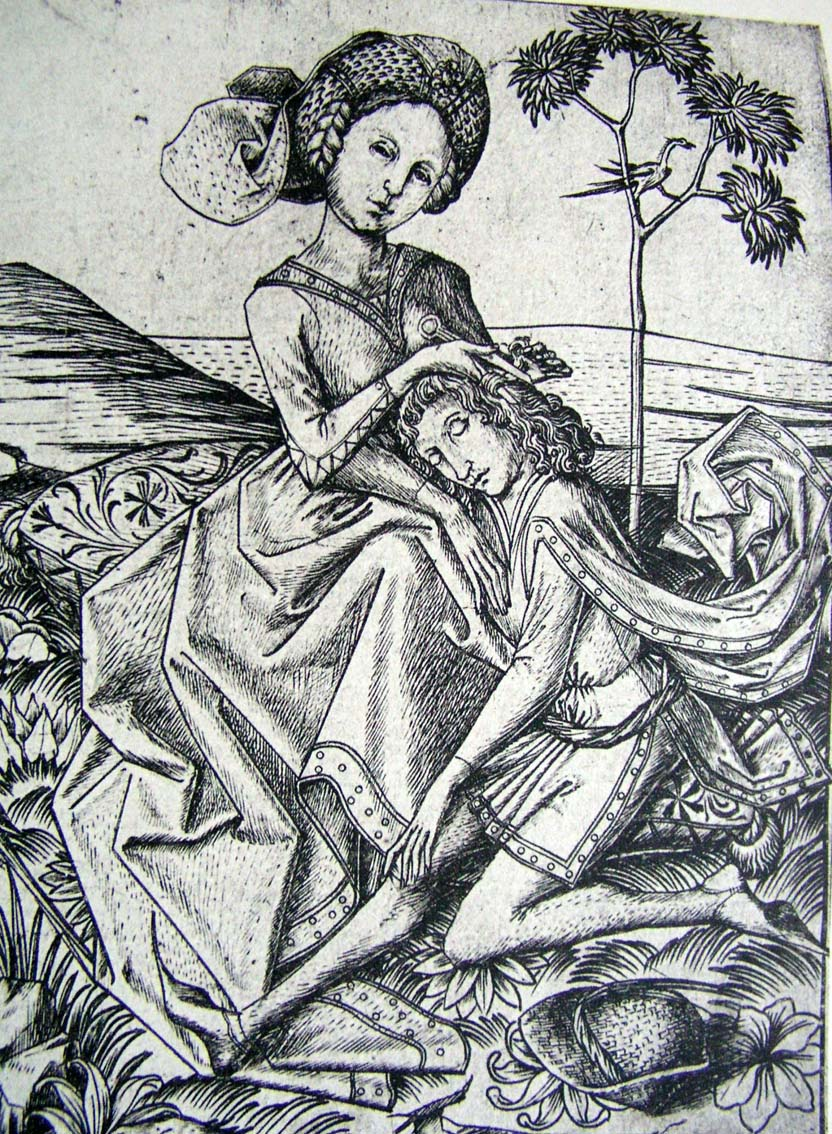
Mestre E.S., Sansão e Dalila, década de 1460
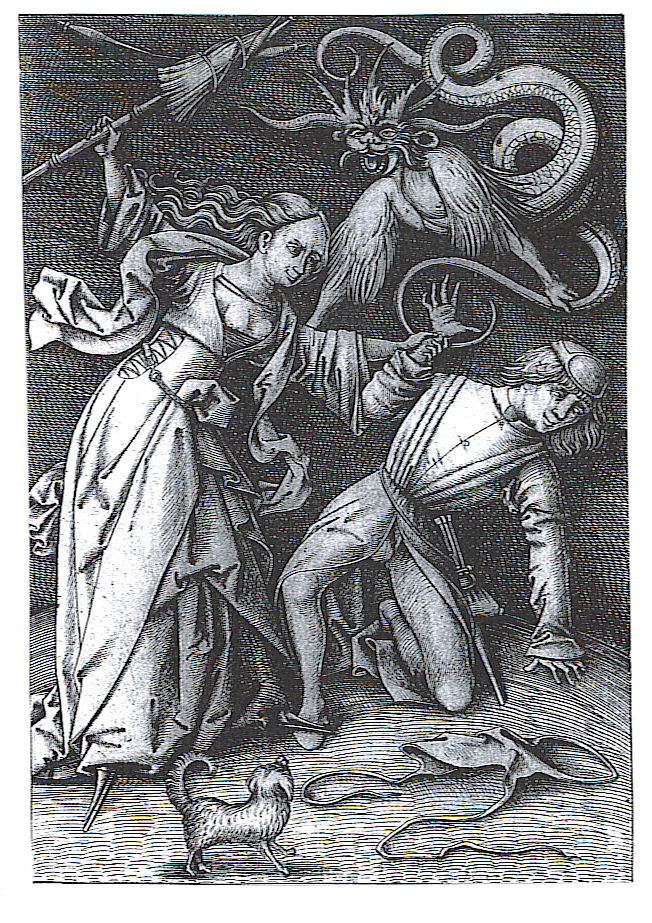
O motivo "Batalha pelas Calças": Israhel van Meckenem, The Angry Wife, gravura de gênero, década de 1490
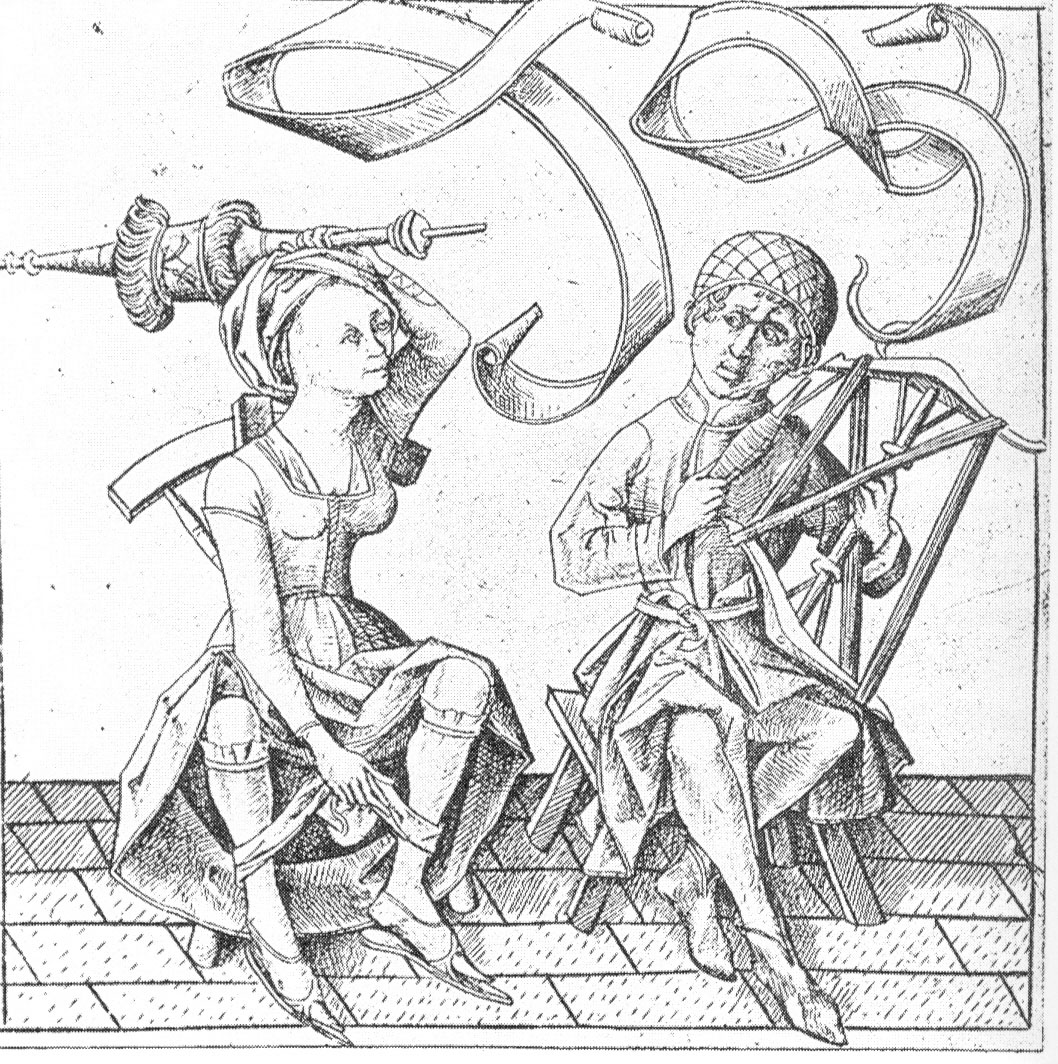
Outro van Meckenem; aqui o homem realiza o trabalho normalmente feminino de fiar enquanto sua parceira o ameaça com um objeto elaborado sugerindo poder.
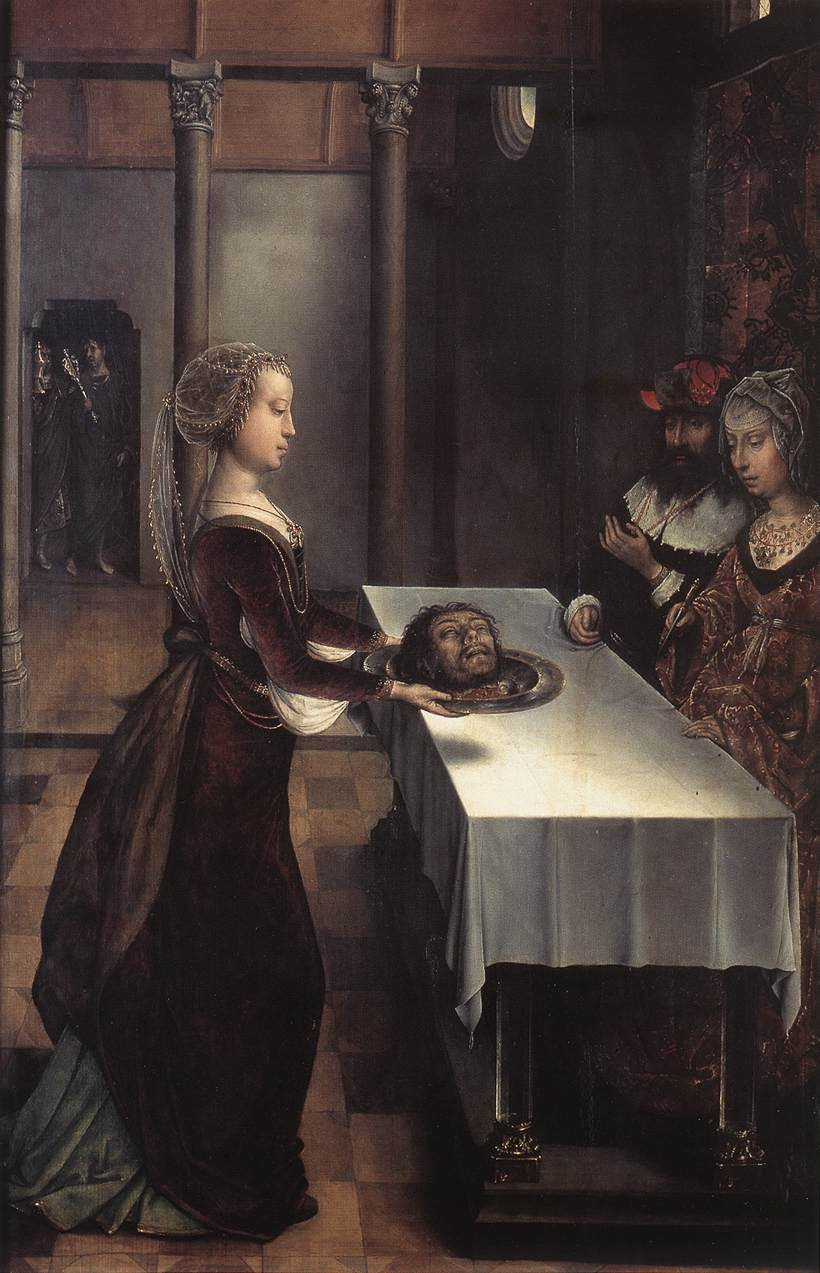
Juan de Flandes, A Vingança de Herodias, 1496
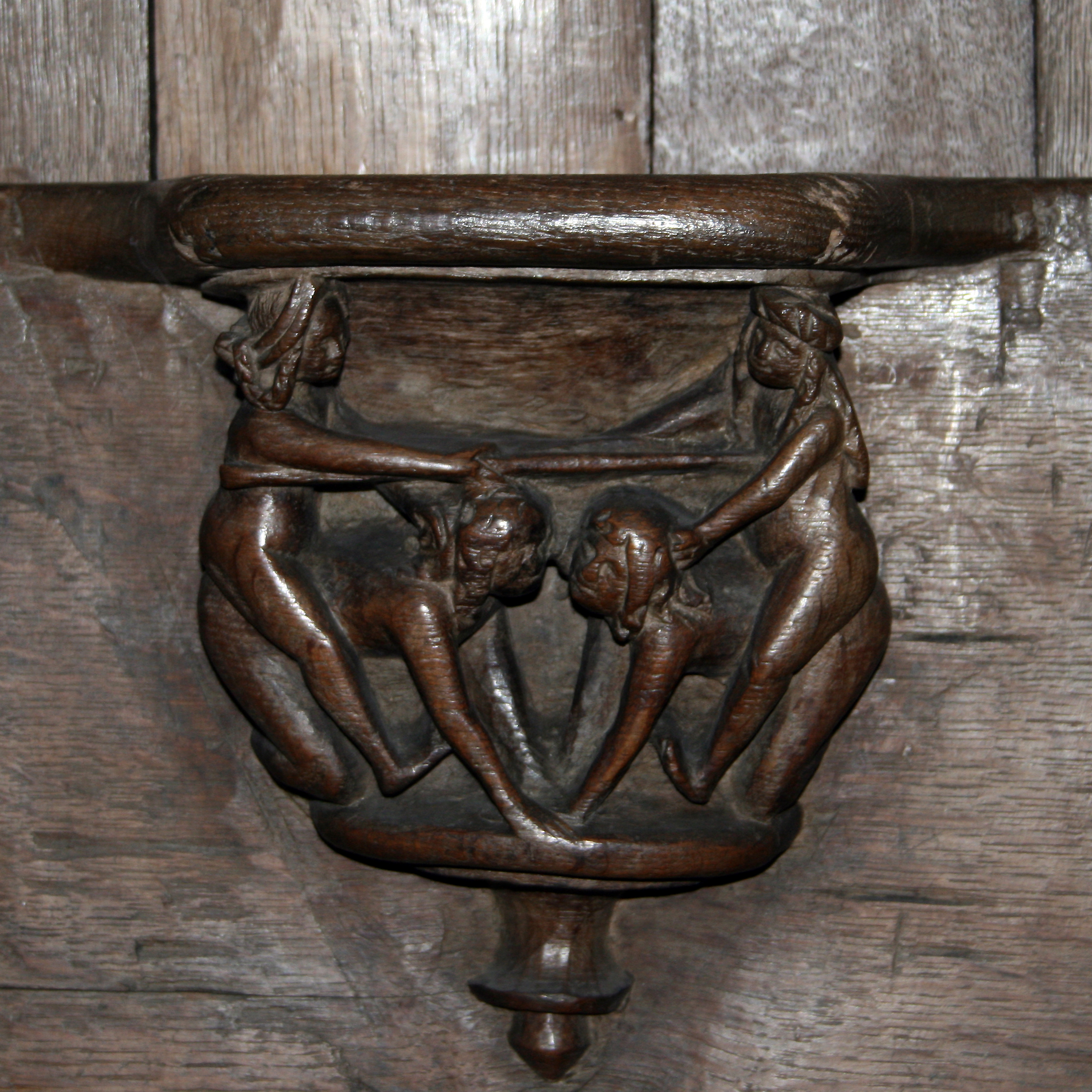
Misericórdia do início do século 16 de uma justa entre duas mulheres, montadas em homens, Walcourt, Bélgica
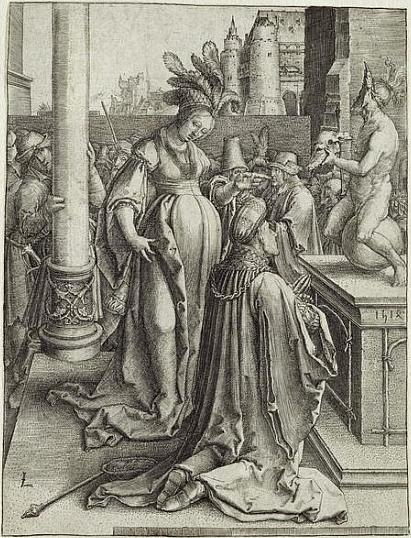
Lucas van Leyden, A idolatria de Salomão, inspirado por sua esposa pagã, do conjunto de xilogravuras "Large Power of Women", 1514
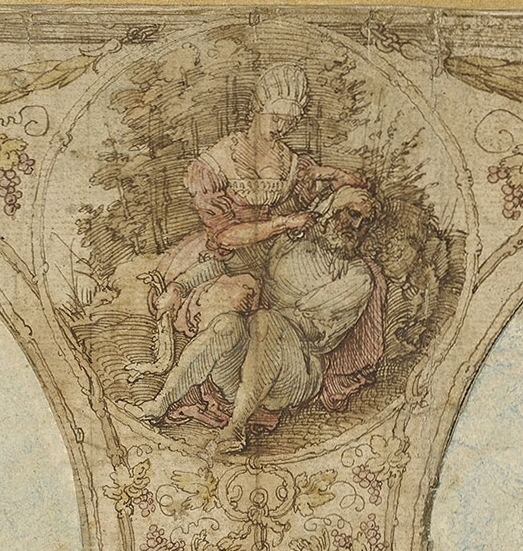
Detalhe de um projeto para a Câmara Municipal de Nuremberg, Albrecht Dürer, 1521
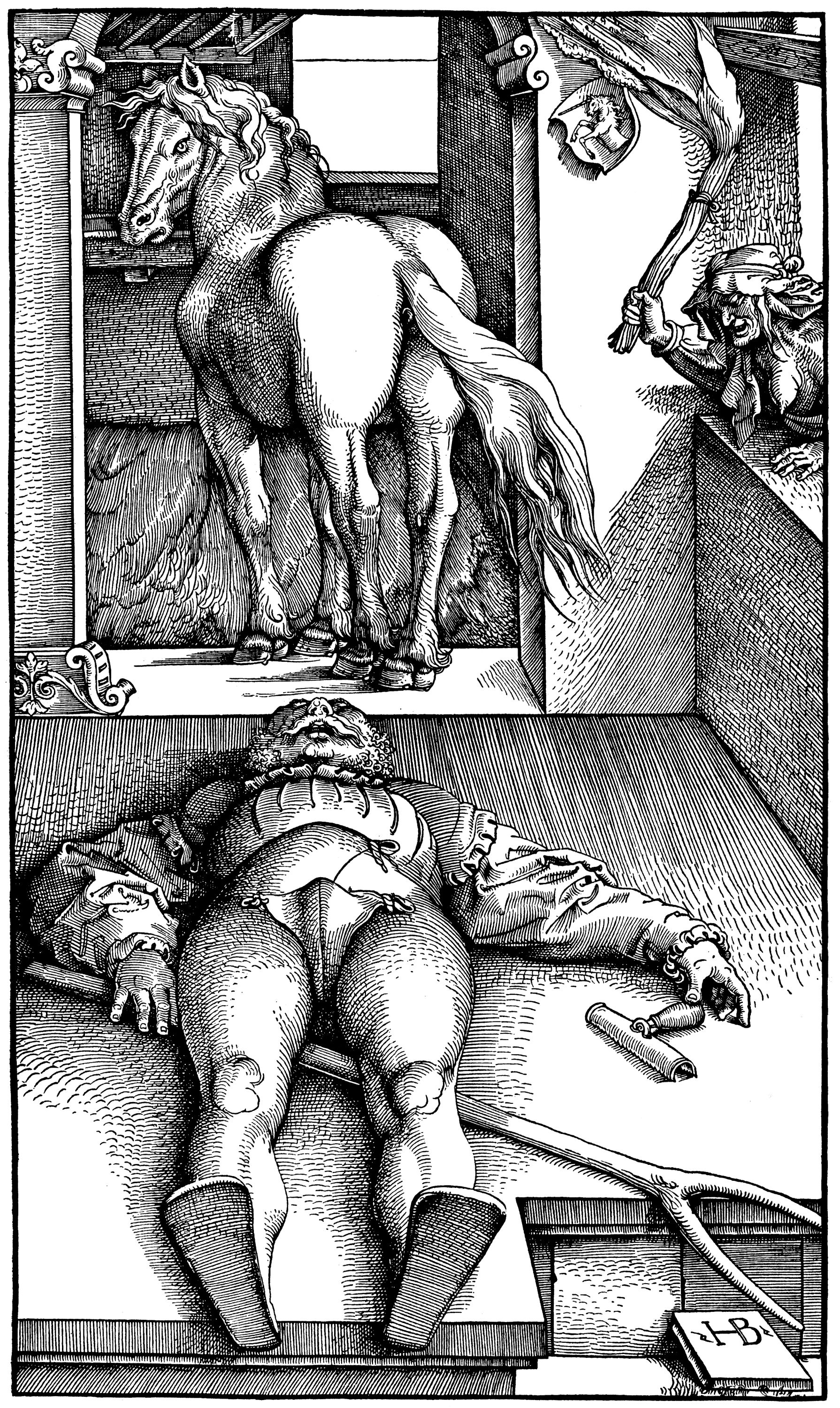
Cavalariço enfeitiçado, Hans Baldung Grien, c. 1534
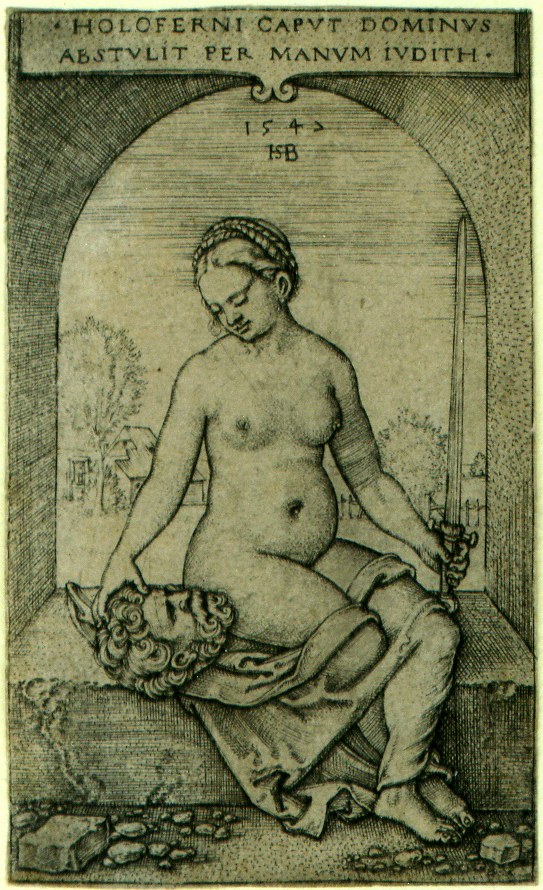
Sebald Beham, Judite com a Cabeça de Holofernes, 1547